# Leptoderris fasciculata
Leptoderris fasciculata är en ärtväxtart som först beskrevs av George Bentham, och fick sitt nu gällande namn av Stephen Troyte Dunn. Leptoderris fasciculata ingår i släktet Leptoderris och familjen ärtväxter. Inga underarter finns listade i Catalogue of Life.